# Pete McCloskey
Pete McCloskey właściwie Paul Norton McCloskey Jr. (ur. 29 września 1927 w Loma Linda, zm. 8 maja 2024 w Winters) – amerykański polityk, członek Partii Republikańskiej.

## Działalność polityczna
W okresie od 12 grudnia 1967 do 3 stycznia 1973 przez trzy kadencje był przedstawicielem 11. okręgu, następnie do 3 stycznia 1975 przez jedną kadencję 17. okręgu, a od 3 stycznia 1975 do 3 stycznia 1983 przez cztery kadencje przedstawicielem 12. okręgu wyborczego w stanie Kalifornia w Izbie Reprezentantów Stanów Zjednoczonych.